# Benjamin Ewert
Benjamin Ewert (* 1979 in Gießen) ist ein deutscher Politikwissenschaftler und Hochschullehrer.

## Leben
Ewert studierte von 2000 bis 2006 Politikwissenschaft, Soziologie und Neuere deutsche Literatur an der Universität Marburg. Im Rahmen des Erasmus-Programms studierte er 2003/04 an der Karls-Universität Prag. Von 2007 bis 2012 folgte ein Promotionsstudium an der Universität Gießen, das er mit der Promotion summa cum laude abschloss. Von 2006 bis 2015 war Ewert wissenschaftlicher Mitarbeiter in verschiedenen EU-Projekten. Von 2015 bis 2018 war er akademischer Mitarbeiter an der Heidelberg School of Education im Verbundprojekt heiEducation und im Anschluss von 2018 bis 2019 wissenschaftlicher Mitarbeiter am Lehrbereich Politikfeldanalyse und Umweltpolitik an der Fernuniversität in Hagen. Ewert war dann von 2019/2020 akademischer Oberrat an der Universität Siegen und wurde im Oktober 2020 Professor für „Politik für Gesundheitsberufe“ an der Hochschule Fulda. Im Juli 2021 erlangte er die venia legendi im Fach Politikwissenschaft an der Universität Heidelberg. Zudem ist er Privatdozent an der Universität Heidelberg.
Ewert ist Mitglied der Deutschen Vereinigung für Politische Wissenschaft und Mitglied des Expertenpools des Gemeinsamen Bundesausschusses. Auch ist Ewert als Gutachter für verschiedene Fachzeitschriften tätig. Seine Forschungsschwerpunkte liegen unter anderem im Bereich der Gesundheitspolitik, der Behavioural Public Policy und der Zivilgesellschaftsforschung.